# José Luis de Muguerza Ereño
José Luis de Muguerza Ereño (Elgoibar, 19 d'agost de 1839 - 2 de juny de 1895), fou un organista i compositor, nebot de José Joaquín de Muguerza, organista de la parroquia de la seva localitat natal.
Quan traspassà el seu oncle al 1853 es presentà, amb només catorze anys, a l'oposició a la plaça d'organista, i fou nomenat titular de la organistia de la parroquia per l'Ajuntament d'Elgóbiar. L'any següent va sol·licitar, al mateix Ajuntament, una llicència per continuar els seus estudis musicals a Bilbao. Per aquest motiu i per considerar-se que el seu nomenament com a organista de la parroquia d'Elgóibar no havia estat correcte, el 1855 fou nomenat organista Martín de Urruzuno, perdent, José Luis de Muguerza, la titularitat den el seu càrrec. Al 1858 intentà apropar-se de nou amb la organistia, sense arribar a aconseguir-ho.
Ordenat sacerdot al 1864, el 30 de gener de 1866 se n'adonà al Cabildo catedralici de Zamora que la reina havia nomenat organista primer de la catedral a José Luis de Muguerza i el dia 31 se li atorgà possessió del benefici de primer organista. Va substituir a Ambrosio Pérez el qual havia estat nombrat pel mateix càrrec a la catedral de Burgos.
Després de disset anys com a organista primer de la catedral zamorana, el 19 d'octubre de 1883 va presentar la seva renúncia al benefici d'aquest càrrec. Durant la seva estada a la catedral de Zamora mostrà un gran interès pels orgues d'aquesta, promovent contínuament la millora d'aquests. En aquella mateixa època va obtenir premis en diversos certàmens musicals, com el Premi Crònica de la Música (Madrid, 1880), concebut per la seva obra El hipódromo. Danza galopante para piano. la Rosa de Plata dels jocs florals de Múrcia per un Miserere per orquestra i veus de 1881, o el Premi del Liceu de Vigo per un himne a Méndez Núñez. Va obtenir també una medalla d'or en el centamen musical del Reial Cercle Literari, Artístic i Musical Bellini a Catania, per l'Ave Maria a quatre veus i gran orquestra que va presentar al 1880. Un cercle del qual havia estat anomenat soci fundador l'any anterior gràcies al seu Nocturn. Al desembre de 1883 el Cabildo de la catedral de Zamora va acordar nombrar-lo jutge de l'oposició al càrrec de primer organista. Al 1887 i 1888 també apareix en un altre jurat, el de l'oposició per organista de la catedral de Vitòria. En aquella època es trobava en l'església de San Nicolás de Bilbao, on va ser organista fins al seu traspàs.

## Obres[1]
De les seves obres, són les escrites per piano les úniques impreses, publicades per l'editor Antonio Romero Andía, a qui va dedicar el zortzico Euscal-Erria. L'estil d'aquestes peces apareix determinat per la recerca del virtuosisme característic del pianisme vuitcentista.

### Música religiosa
- Ave Maria, 4V, Orq, 1882
- Iesu Redemptor
- Miserere, V, Orq, 1881

### Música per piano
- A la orilla del Ebro, Fant (AR)
- Carmencita, Noc (AR)
- El hipódromo, 1880 (CRM)
- Euscal-Erria, Zort (AR)

### Altres
- Himno a Méndez Núñez, 1880